# Varvarin
Varvarin je grad u središnjoj Srbiji središte istoimene općine. Leži na lijevoj obali Velike Morave, na lijevoj obali Kalenićke reke, na platou nadmorske visine od 144 metara. 
Ime Varvarina naselja gradskog tipa, dolazi od istoimenog sela znatno starijeg porijekla, iako je gradić jedan duži period bilo poznat pod nazivom Bela Crkva u 18-19 stoljeću. Varvarin je naročito napredovao kada su u njega došli napredni Cincari iz Stare Srbije i Grčke kojima su se pridružili sposobniji domaći ljudi. 
Varvarin je proglašen za gradom ukazom kralja Milana Obrenovića 29. rujna 1882. godine.